# 鈴木弘
鈴木 弘（すずき ひろし、1933年〈昭和8年〉9月18日 - ）は、日本の元競泳選手。1952年ヘルシンキオリンピック競泳男子100m自由形、男子800m自由形リレー銀メダリスト。

## 経歴

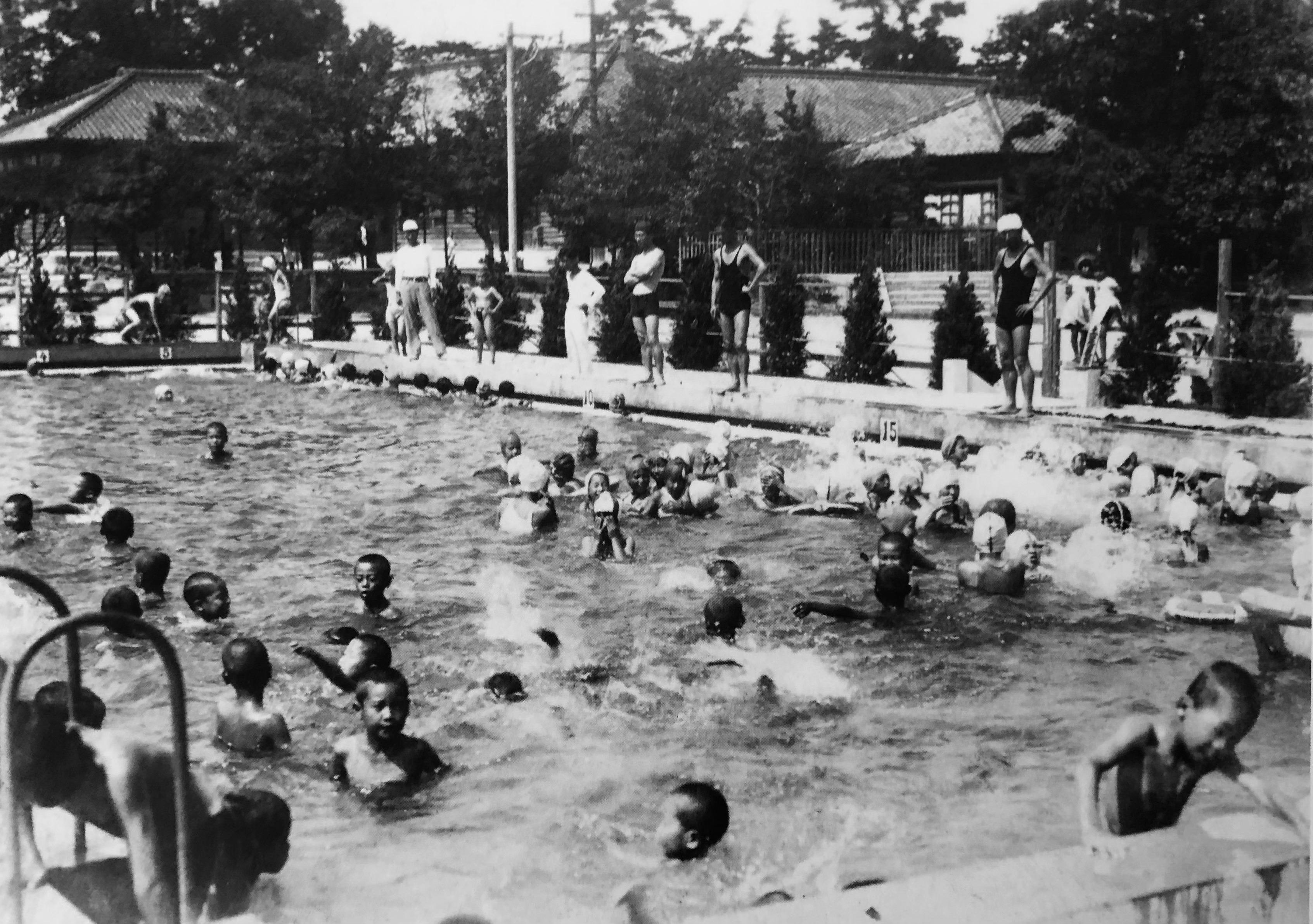
鈴木が高校時代に練習に励んだ岡崎市連尺尋常小学校（現・岡崎市立連尺小学校）の市内最初のプール。同校は当時、康生町（現・康生通西4丁目）にあった。

愛知県岡崎市元能見町に生まれる。原点は友人と泳いだ大平川（乙川の別称）という。遊びであっても夢中で泳ぎを磨いた。高校時代は、1936年（昭和11年）に岡崎市連尺尋常小学校（現・岡崎市立連尺小学校）につくられた市内最初のプール（長さ25メートル、幅9メートル）で練習を行った。
愛知県立岡崎北高等学校在学中の1950年（昭和25年）8月、東西対抗高校水泳大会で100メートル自由形で3位を記録。同年9月、第5回国民体育大会の100メートル自由形で3位を記録（1分2秒2）。
日本大学第三高等学校水泳部の熱烈な勧誘を受け、1951年（昭和26年）3月、同校に転校。
1952年（昭和26年）、ヘルシンキオリンピックで銀メダルを2種目で獲得。
1954年（昭和29年）、競泳アジア競技大会で金メダルを獲得。
1956年（昭和31年）、日本大学経済学部卒業。1956年メルボルンオリンピックにも選手として出場した。
引退後、日通商事専務を務めた。出身地の岡崎市から「三州岡崎葵市民」に認定されている。2008年の時点では「50年ぶりに故郷の岡崎市に戻った」と記している。